# Ботанический сад Ивановского государственного университета
Ботанический сад им.А.К.Малиновского Ивановского государственного университета — ботанический сад России с экспозицией различных растений. Расположен в северной части города Иванова граничит с территорией МБУК "Парк Революции им.1905 года" на правом берегу реки Талка. Объект историко-культурного и природного наследия — памятник природы. Структурное подразделение Ивановского государственного университета.
В саду представлено 2716видов, форм и сортов растений.

## История и работа сада
Ботанический сад ИвГУ был создан 21 апреля 1976 г. Но история сада уходит своими корнями в конец 19 в.Закладывался сад как декоративный парк при даче Иваново-Вознесенского фабриканта, мецената Харлампия Ивановича Куваева. Он был разбит на отдельные участки причудливыми дорожками, здесь были размещены диковинные растения. 64 вида насчитывалось к 1917 году. Большая оранжерея, в которой росли цитрусовые, пальмы, кактусы и другие экзотические представители флоры была предположительно соединена подземных ходом с домом фабриканта.
В 1918 году все строение и сад были переданы Лесотехническому отделению сельскохозяйственного факультета Ивановского политехнического института. Ботанический сад и рядом расположенный лес стали научно-испытательной базой для студентов.
В 1931 году здесь начинает работать руководителем ученый-агроном Малиновский А. К., который и стал основоположником ботанической коллекции сада.

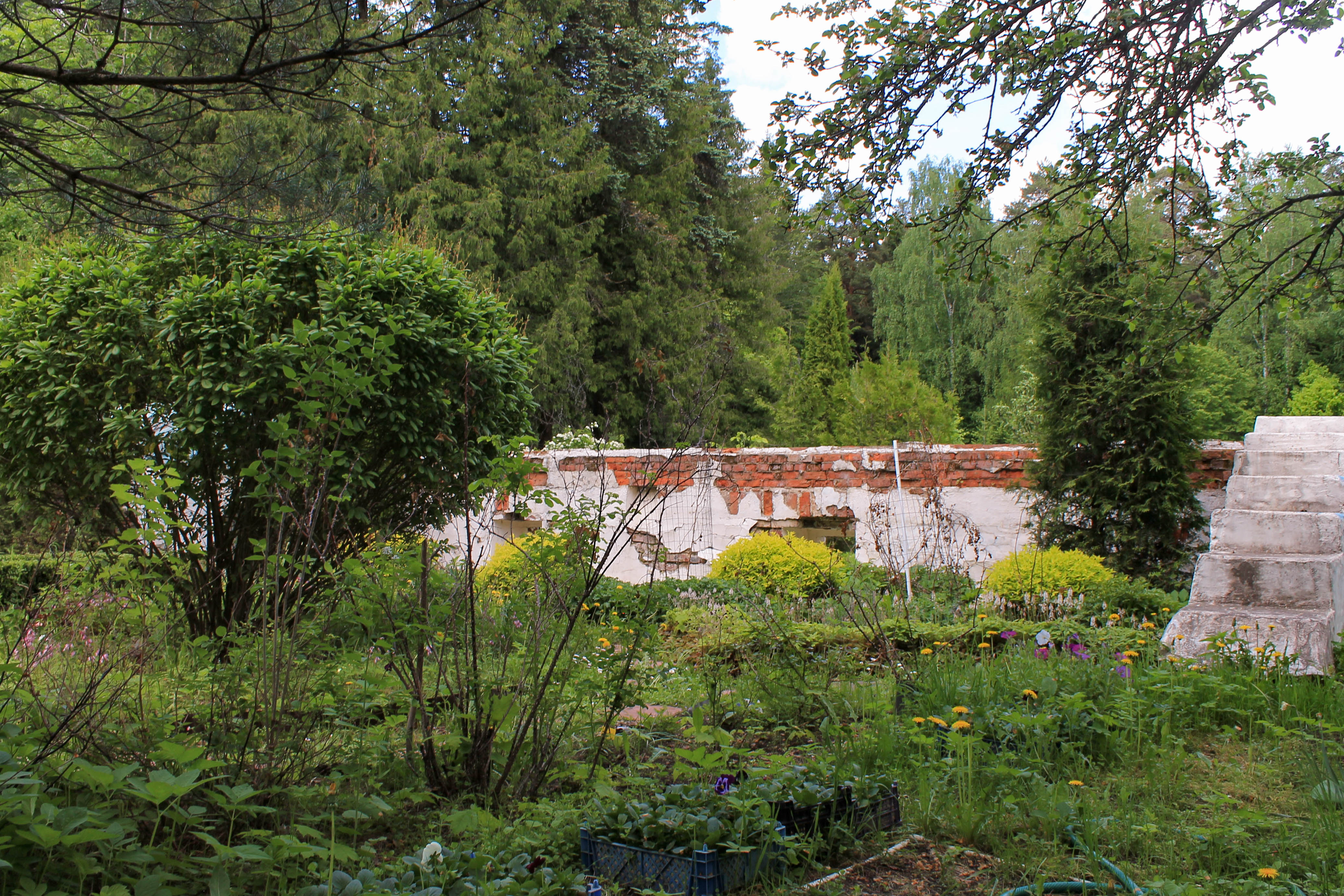
Территория парка

Вот небольшой перечень того, что можно было наблюдать в дендрарии: китайская гортензия, североамериканская катальпа, чистокровная африканка — черная бузина и индианка — белая шелковица, голубая ель, магония, псевдотсуга Мензиса, сосна Веймутова, сосны тайги и манчжурская аралия, Вергинский можжевельник, сибирская голубая жимолость и сахалинская гречиха, солнцелюбивый олеандр и нежная крымчанка каприфоль, кавказский самшит и азалия, тамарикс из Туркмении, грецкий орех средизимноморья, целая аллея кленов Гиннала с Дальнего Востока, самшит с Кавказа, японские древовидные гортензии и форцитции, священное японское дерево-Гинкго, миндаль, карликовая айва, североамериканская гортензия Бретшнейдера, сумах (париковое дерево), амурская черемуха и другие.
После кончины Малиновского А. К., сад стал приходить в запустение, коллекция заметно сократилась.
В 1976 году дендрарий был передан на баланс Ивановского государственного университета и переименован в Ботанический сад. Начались работы по восстановлению коллекций растений. Студенты биолого-химического факультета здесь начали проходить практику и выполнять научные работы.
Начиная с 2000 года началась новая реконструкция памятника природы, которую завершилась к 2005 году.

## Структура
На территории природной зоны в настоящее время находятся 2087 видов, форм и сортов, принадлежащих к 530 родам и 118 семействам.
В саду представлены коллекции:
- Экспозиция «Лекарственных и пряно-ароматических растений»;
- Дендрарий и питомник древесно-кустарниковых растений;
- Экспозиция «Альпийская горка»;
- Коллекционный участок луковичных и клубнелуковичных растений;
- Экспозиция редких и особоохраняемых растений";
- Плодово-ягодный сад и участок хозяйственно-ценных культур;
- Коллекция травянистых цветочно-декоративных и лиственно-декоративных растений;
- Розарий;
- Коллекция комнатных и оранжерейных растений
- "Сад по мотивам японского искусства"
- "Сад в средиземноморском стиле"

## Охрана объекта
Охрана объекта осуществляется Департаментом природных ресурсов и экологии Ивановской области, а также федеральным государственным бюджетным образовательным учреждением высшего профессионального образования «Ивановский государственный университет».